# Board of guardians

Les boards of guardians (« assemblée de tuteurs ») sont des institutions britanniques, ayant existé entre 1835 et 1930, chargées d'administrer l'application des Poor Laws.
Ils sont créés par la New Poor Law (« nouvelle loi sur les pauvres ») de 1834, en même temps que les workhouses que les tuteurs sont chargés d'administrer. Le board of guardians d'une circonscription est alors élu pour un an, les propriétaires terriens hommes ayant seuls le droit de vote. 
Les femmes peuvent voter à ces élections et devenir Poor Law Guardians à partir de 1894. Parmi les femmes Guardians célèbres, on compte l'écrivaine et militante suffragiste Margaret Nevinson.  
Les boards of guardians sont supprimés par une loi de 1929 qui transfèrent leurs compétences à des autorités administratives de l’État. 